# نهنگ عنبر ۲: سلکشن رؤیا
نهنگ عنبر ۲: سلکشن رؤیا فیلمی به کارگردانی، نویسندگی و تهیه‌کنندگی سامان مقدم ساختهٔ سال ۱۳۹۵ است. این فیلم که دنباله فیلم نهنگ عنبر محسوب می‌شود در تاریخ ۲۰ اردیبهشت ۱۳۹۶ در سینماهای ایران اکران شد.

## داستان
ارژنگ صنوبر (رضا عطاران) بعد از چهل سال انتظار بالاخره رؤیا (مهناز افشار) را به دست آورده و برای برگزاری عروسی با او راهی شمال می‌شود. در جریان سفر به شمال شاهد خاطره بازی‌ها و یادآوری‌های وقایع زندگی گذشتهٔ این دو در دهه شصت هستیم…

## بازیگران
| بازیگر         | نقش            |
| -------------- | -------------- |
| رضا عطاران     | ارژنگ صنوبر    |
| مهناز افشار    | رؤیا           |
| ویشکا آسایش    | فرناز شهیب     |
| حسام نواب صفوی | شهاب           |
| رضا ناجی       | پناه گردشیان   |
| امیرحسین آرمان | سهیل تبریزیان  |
| سیروس گرجستانی | پلیس           |
| حسن زارعی      | دکتر           |
| مهوش وقاری     | مادر رؤیا      |
| علی قربان‌زاده  | حاج آقا تحقیقی |

## جوایز و افتخارات

### هجدهمین دورهجشن حافظ
| قسمت                      | نامزد       | نتیجه    |
| ------------------------- | ----------- | -------- |
| بهترین فیلم               | سامان مقدم  | نامزدشده |
| بهترین بازیگر مرد سینما   | رضا عطاران  | نامزدشده |
| بهترین بازیگر زن سینما    | مهناز افشار | نامزدشده |
| بهترین بازیگر زن سینما    | ویشکا آسایش | نامزدشده |
| بهترین دستاورد فنی و هنری | سعید ملکان  | نامزدشده |

## حواشی
درپی ممیزی‌های فراوانی که شورای پروانهٔ نمایش بر روی این فیلم اعمال کرد، سامان مقدم، کارگردان، تهیه‌کننده، و نویسندهٔ این فیلم، واکنش نشان داد و گفت: «چیزی که می‌بینید، لاشهٔ نهنگ عنبر ۲ است.» با این حال، نهنگ عنبر ۲ با فروش تقریباً ۱ میلیارد و ۲۰۰ میلیون تومان، و جذب ۱۱۲ هزار تماشاگر تنها در ۳ روز اولیهٔ اکران، رکورددار فروش افتتاحیه در تاریخ سینمای ایران است.